# Quận Chatham, Georgia
Quận Chatham là một quận trong tiểu bang Georgia, Hoa Kỳ. Quận lỵ đóng ở thành phố Savannah.6. Theo điều tra dân số năm 2000 của Cục điều tra dân số Hoa Kỳ, quận có dân số 232.048 người 2. Năm 2009, ước tính dân số quận là 256.992 người. Quận được lập ngày 5/2/1777 và được đặt tên theo William Pitt, 1st Earl of Chatham.

## Địa lý
Theo Cục điều tra dân số Hoa Kỳ, quận có diện tích 632 dặm vuông Anh (1.636,9 km2), trong đó có 194 dặm vuông Anh (502,5 km2) là diện tích mặt nước.

### Xa lộ
- Interstate 16
- Interstate 95
- Interstate 516
- U.S. Route 17
- U.S. Route 80
- State Route 17
- State Route 21
- State Route 25
- State Route 26
- State Route 204

### Quận giáp ranh
- Quận Jasper, South Carolina – đông bắc
- Bryan County, Georgia – tây
- Effingham County, Georgia – tây bắc